# Зоря (газета, Дніпро)
Зоря — найтиражніша та найстаріша газета Дніпропетровської області. Створена 17 (4) квітня 1917 року під назвою «Звезда». Цього дня вийшов перший номер газети — органу Катеринославського комітету РСДРП. Виходила щоденно у Катеринославі.
Сучасна газета «Зоря» — це комунальне підприємство Дніпропетровської обласної ради. Виходить двічі на тиждень — по середах та п'ятницях. У середу виходить три числа «Зорі» — «Зоря. Город», «Зоря» (обласний випуск) та «Зоря. Ветеран». У п'ятницю — «Зоря. Газета вихідного дня». Поширюється у роздріб та за підпискою
Керівництво газети: Сергій Чернявський, голова наглядової ради та Ксенія Зайцева, головний редактор.
За даними досліджень TNS газета «Зоря» лідирує у Дніпропетровщині серед аудиторії одного номера — вона становить 96 850 осіб.
З січня 2013 року працює сайт газети — zorya.org.ua [Архівовано 3 грудня 2013 у Wayback Machine.]

## Історія газети

### 1917
17 (4) квітня 1917 року під назвою «Звезда» виходить перший номер газети — органу Катеринославського комітету РСДРП. Виходила щоденно у Катеринославі.

### 1918
З № 50 від 19 березня 1918 р. підзаголовок газети «Звезда» — «Орган Екатеринославского комитета Коммунистической партии».
З № 1 від грудня 1918 р. підзаголовок змінюється — «Орган Екатеринославского комитета КП(б)У».

### 1919
З № 50(91) від 17 травня 1919 р.— «Орган Екатеринославского губернского и городского комитетов КП(б)У».

### 1920— 1922
У роки визвольних змагань, з травня 1920 р. по липень 1922 р., газета «Звезда» не видавалася. Виходила об'єднана газета під назвою «Известия Екатеринославского Совета рабочих депутатов».

### 1922
Відновлює свій вихід як самостійна газета у липні 1922-го під назвою «Звезда»
З № 1 від 2/VII 1922 р. У підзаголовку значилось: «Орган Екатеринославского губкома КП(б)У, губисполкома, губпрофсовета, Дорпрофсоюза и РК Союза металлистов».
Щотижневим додатком до газети «Звезда» виходить «Сельское хозяйство». Окремі номери вийшли під назвою «Серп».

### 1923—1924
У Катеринославі виходить безплатний щотижневий додаток до «Звезды» «Красная Екатеринославщина. По городам н селам наших округов».
15 липня 1923 року у Катеринославі вийшов перший номер «Наковальни», у підзаголовку якого зазначено: "Двухнедельник рабочего творчества. Бесплатное приложение к газете «Звезда».
27 жовтня 1923 року в Катеринославі вийшов безплатний двотижневий додаток до газети «Звезда» під назвою «Наше хазяйство».

### 1923—1930
У Катеринославі українською мовою видавалася газета для села «Зірка» — орган Катеринославського (з 1926 — Дніпропетровського) окркому КП(б)У, окрвиконкому та Комнезаму. З № 1 від 1/IX 1923 р. п і д з а головком Орган Катеринославського губкому КП(б), губвиконкому. Селянська газета. двічі на тиждень. Катеринослав; з № 40(172) від 2/УІ 1925 р. — Орган Катеринославськ. окркому КП(б)У, окрвиконкому та Комнезаму. На № 119(859) від 1930 р. видання припинено. Селянська газета «Зірка» влилась в округову газету «Зоря».

### 1924
У Катеринославі як додаток до газети «Звезда» виходить «Листок рабкора», який з восьмого номера став виходити, як «Рабкор». У підзаголовку значилось: "Организация, руководство, учеба, жизнь рабкоров. Бесплатное двухнедельное приложение к газете «Звезда».
У 1924 році виходить «Красное Криворожье» — додаток до газети «Звезда».

### 1925
З 10 вересня 1925 р. у підзаголовку значиться «Орган Екатеринославского окркома КП(б)У, окрисполкома, окрпрофсовета, Дорпрофсоюза Екатеринославск. ж. д. и РК Союза металлистов».

### 1926
1926 року Катеринослав перейменовано на Дніпропетровськ. Відповідно «Звезда» з № 200(1232) від 1 вересня 1926 р. змінюється підзаголовок видання: «Орган Днепропетровского окркома КП(б)У, окрисполкома, ОСПС, Дорпрофсоюза и РК металлистов».

### 1927—1928
Раз на квартал у Дніпропетровську як додаток до «Звезды» виходить «Красный кооператор».

### 1929
Протягом 1929 року «Звезда» виходить двомовна з двома заголовками "Звезда і «Зоря». У листопаді 1929 газета починає виходити українською мовою як орган Дніпропетровського окружного комітету КП(б)У, окрвиконкому, обласної ради профспілок, Дорпрофспілки.

### 1930
1930 року видається виїзне видання «Зорі» «Завжди на варті» — орган ударників-робкорів бригади газети «Зоря».
3 № 214(2453) від 14/XI 1930 р. «Зоря» має підзаголовок «Орган Дніпропетровського окружного комітету КП(б)У, міськради, МРПС і Дор профспілки».

### 1933—1934
Щодекади в Дніпропетровську виходить «Зоря» в театрі. Видання редакції газети «Зоря». Тираж видання 2000 примірників. Також у 1933-34 у Дніпропетровську видається «Зоря» на фінансовому фронті". Видає рад.-торг. відділ «Зорі». Тираж 2000 примірників.
З № 225(3070) від 2/Х 1932 р. «Зоря» — Орган Дніпропетровського обкому КП(б)У, облвиконкому облпрофради та Дніпропетровського МПК.
15 разів на місяць виходить видання «Зоря» у Дніпропетровському районі. Тираж видання 2000 примірників.

### 1934—1935
Редакція нашої газети випускає видання «Зоря» на фронті охорони здоров'я. Видає відділ нацкультбудівництва «Зорі». Тираж видання 1000 примірників.

### 1941
З початком війни «Зоря» перебудовується на військові рейки, з часом перебирається на лівобережжя, видається в Павлограді. З окупацією Дніпропетровщини фашистськими окупантами «Зоря» восени 1941-го припиняє свій вихід. У 1941—1943 — перерва у її виданні.

### 1943
Із визволенням у жовтні 1943 року Дніпропетровська «Зоря» поновлює свій вихід з № 1. У березні 1944 року відповідальним редактором газети було затверджено Хом'якову Р.Є.

### 1952
З № 210 від 22/Х 1952 р. підзаголовок «Зорі»: Орган Дніпропетровського обкому і МК КП України та обласної і міської Рад депутатів трудящих.

### 1967
«Зоря» святкує півстолітній ювілей. Вона була в цей час органом обласного і міського комітетів партії, обласної ради. Виходила 5 разів на тиждень. Тираж 48000. Указом від 15 квітня 1967 року газета «Зоря» нагороджена орденом Трудового Червоного Прапора. Указ підписано Миколою Підгорним і Михайлом Георгадзе.

### До серпня 1991
«Зоря» є органом Дніпропетровського обласного комітету компартії України, обласної Ради трудящих.

### 1991
«Зоря» стає народною газетою, змінює гасло «Пролетарі всіх країн, єднайтеся!» на «За демократію, людську гідність і злагоду!».
«Зоря» повідомляє про те, що промислові колективи області висунули кандидатом у Президенти України Голову Верховної Ради республіки Леоніда Макаровича Кравчука. З ним зустрівся нині покійний кореспондент «Зорі» Анатолій Федорук (псевдонім А. Євгеньєв).

### 2000
Статтею «Судна сурма Валер'яна Підмогильного» «Зоря» започатковує газетну акцію до 100-річчя від дня народження нашого видатного земляка, яке припадало на лютий 2001 року. На шпальтах газети виступають науковці, журналісти, педагоги.

### 2001
Мати восьми дітей Лідія Олександрівна Шевченко звернулась в «Зорю» з проханням допомогти їй отримати через відділ соціального захисту Криничанської райради законну матеріальну допомогу на дітей, яку вона не бачила з квітня попереднього року. Ситуація ускладнювалася тим, що Лідія втратила роботу і аби не дати дітям померти з голоду, змушена була взяти в сусідньому П'ятихатському районі сільський будинок «на виплату». Після неодноразових звертань «Зорі» до представників влади, керівників ряду комерційних структур, навіть депутатів (!) нічого не змінилося. І тоді головний редактор «Зорі» Леонід Гамольський приймає нетрадиційне рішення — виділити необхідну суму з зовсім таки скромних редакційних коштів. Історія про те, як редакція Зорі" купила багатодітній сім'ї хату, описана в статті «П'ятихатський тупик?..».

### 2002
«Зоря» стає «Найкращою газетою Придніпров'я» на конкурсі «Світоч Придніпров'я», а власкор видання Валентина Кордюкова — «Найкращим журналістом року».

### 2005
На всеукраїнському фестивалі журналістики «Людина та зброя» додаток до «Зорі» «Ветеран Придніпров'я» отримав диплом гран-при. А на всеукраїнському огляді-конкурсі «Дякують ветерани» — грамоту Організації ветеранів України та срібну медаль.

### 2006
На всеукраїнському огляді-конкурсі «Дякують ветерани» газета «Ветеран Придніпров'я» отримала диплом та срібну медаль за благодійну діяльність.

### 2007
«Зоря» знову отримує статус «Найкращого друкованого ЗМІ Придніпров'я» (диплом Дніпропетровської облради та обласної державної адміністрації), почесними відзнаками нагородили «старожилів» газети Валентину Кордюкову, Олександра Тараненка, першого заступника головного редактора Таїсію Кузьменко та головного редактора Світлану Колесникову.

### 2009
Головний редактор «Зорі» Світлана Колесникова нагороджена почесним знаком и пам'ятною медаллю «90 років Дніпропетровської міліції» від ГУМВС України у Дніпропетровській області.
Редактор газети «Ветеран Придніпров'я» Олександр Тараненко був відзначений як «Заслужений працівник культури».

### Грудень 2010
Міністерство праці та соціальної політики України нагородило газету «Зоря» дипломом за вагомий особистий внесок у співпрацю та соціальне партнерство з Державним центром зайнятості України.

### 2011
Редактор газети «Ветеран Придніпров'я» Олександр Тараненко отримує відзнаку «Почесного ветерану України» від Організації ветеранів України.
На Національному конкурсі публікацій у ЗМІ «Об'єднаємо громаду» газета «Зоря» отримує відзнаку «За якісні публікації», а Валентина Кордюкова — диплом за перше місце у номінації Найбільш цікавий досвід та третє місце у номінації Найкраща публікація або сюжет.

### 2012
На 11-му міжнародному відкритому конкурсі журналістів "Срібне перо-2012″ кореспондент «Зорі» Альона Дрига стала лауреатом у номінації «Нові імена».
Редактор «Зорі» Світлана Колесникова отримала почесну відзнаку Національної спілки журналістів України. А газета «Зоря» черговий раз очікувано стає «Найкращим друкованим ЗМІ регіону» на конкурсі «Світоч Придніпров'я».

### 2013
На міжнародному відкритому конкурсі журналістів «Срібне перо-2013» газета «Зоря» стає лауреатом у номінації «Медіадизайн».